# Ангкор-Тхом

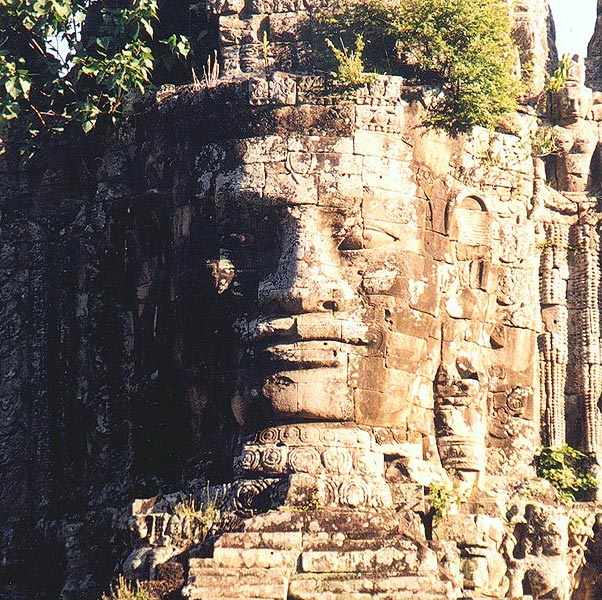
Южные врата города

Ангкор-Тхом, также Ангкортхом (кхмер. អង្គរធំ [ʔɑŋkɔ: tʰom], букв. «великая столица») —  столица Кхмерской империи в XII — 1-й пол. XV вв. Построен в 1177 году, в правление Джаявармана VII на месте разрушенной в результате войны с Чампой прежней столицы — Яшодхарапуры.
В 1431 г. город был взят тайцами. Несмотря на то, что вскоре Понхея Яту при поддержке населения удалось полностью очистить Ангкор (а затем и страну) от остатков тайских войск, в 1434 г. столица была перенесена в Пномпень. Тем не менее, достаточно укреплённый, Ангкор стал основной крепостью страны на западе и остался религиозным центром государства.
Согласно Х. Штерлину, город состоял из 144 пад со стороной 246 метров, каждая из которых занимала площадь в 60 516 м². Население Ангкора в период расцвета могло достигать миллиона жителей.
Комплекс сооружений, отображающих небо на земле, включает в себя Ангкор-Тхом, Та Прум (1186 г.), Бантей-Кидей (который считают самым ранним из его храмов), Неак-Пеан, Та-Сом, Сра-Сранг, Пра-Хан (1191 г.) и самый последний — яркий и внушительный Байон, завершенный в 1219 г.
В настоящее время Ангкор и входящие в его состав храмовые комплексы Ангкор-Тхом, Ангкор-Ват и др. является историческим заповедником.

## Галерея

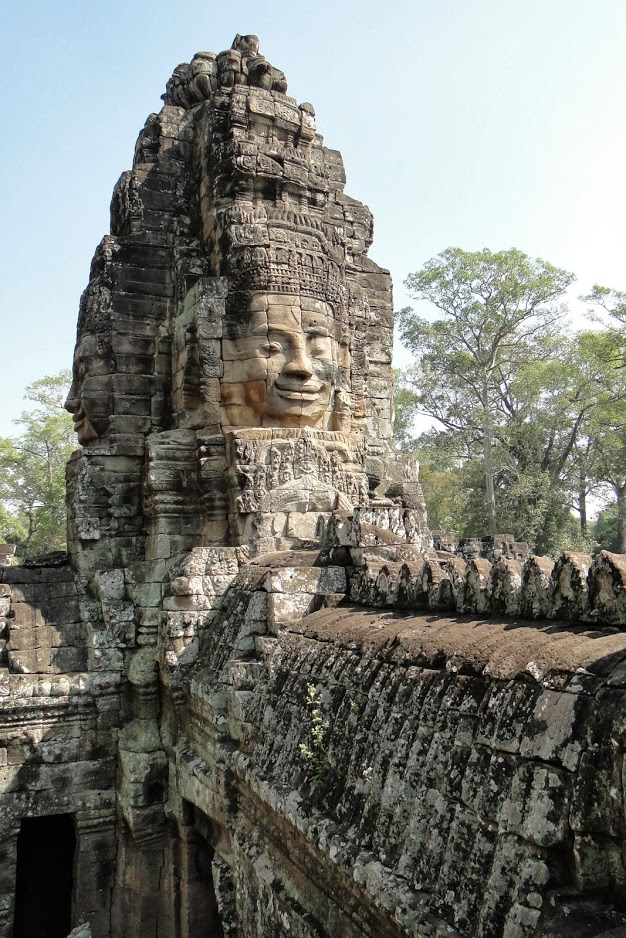
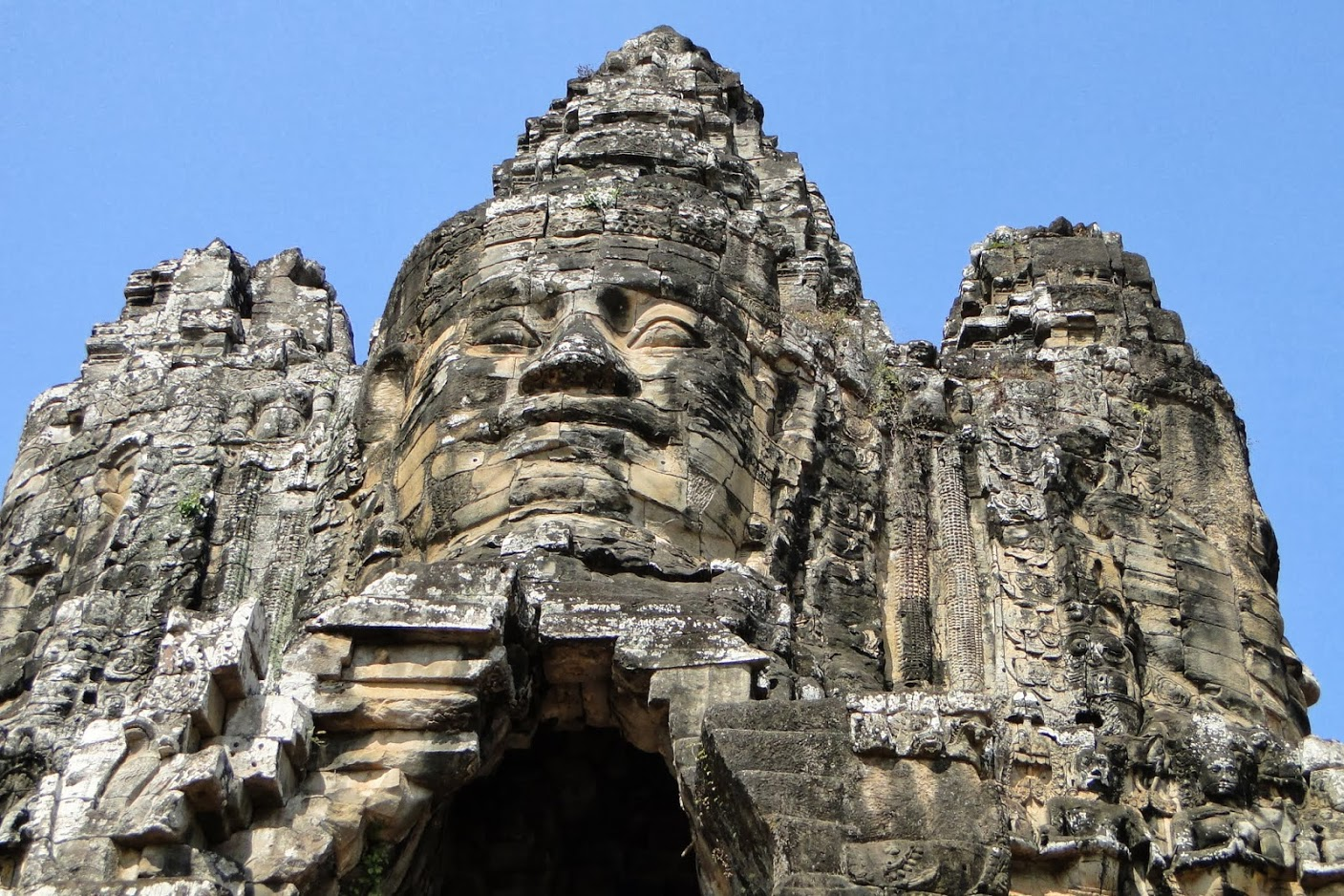
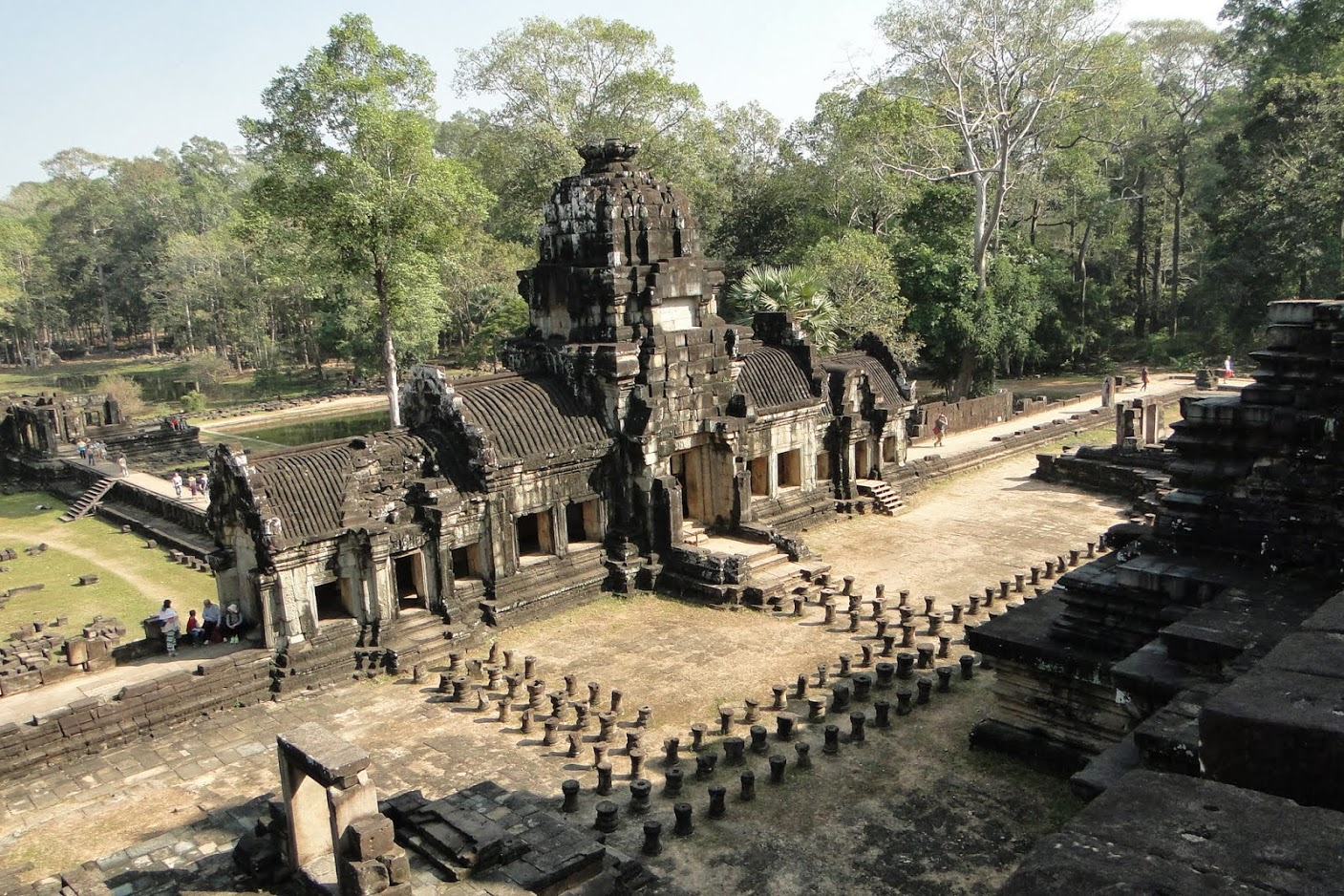
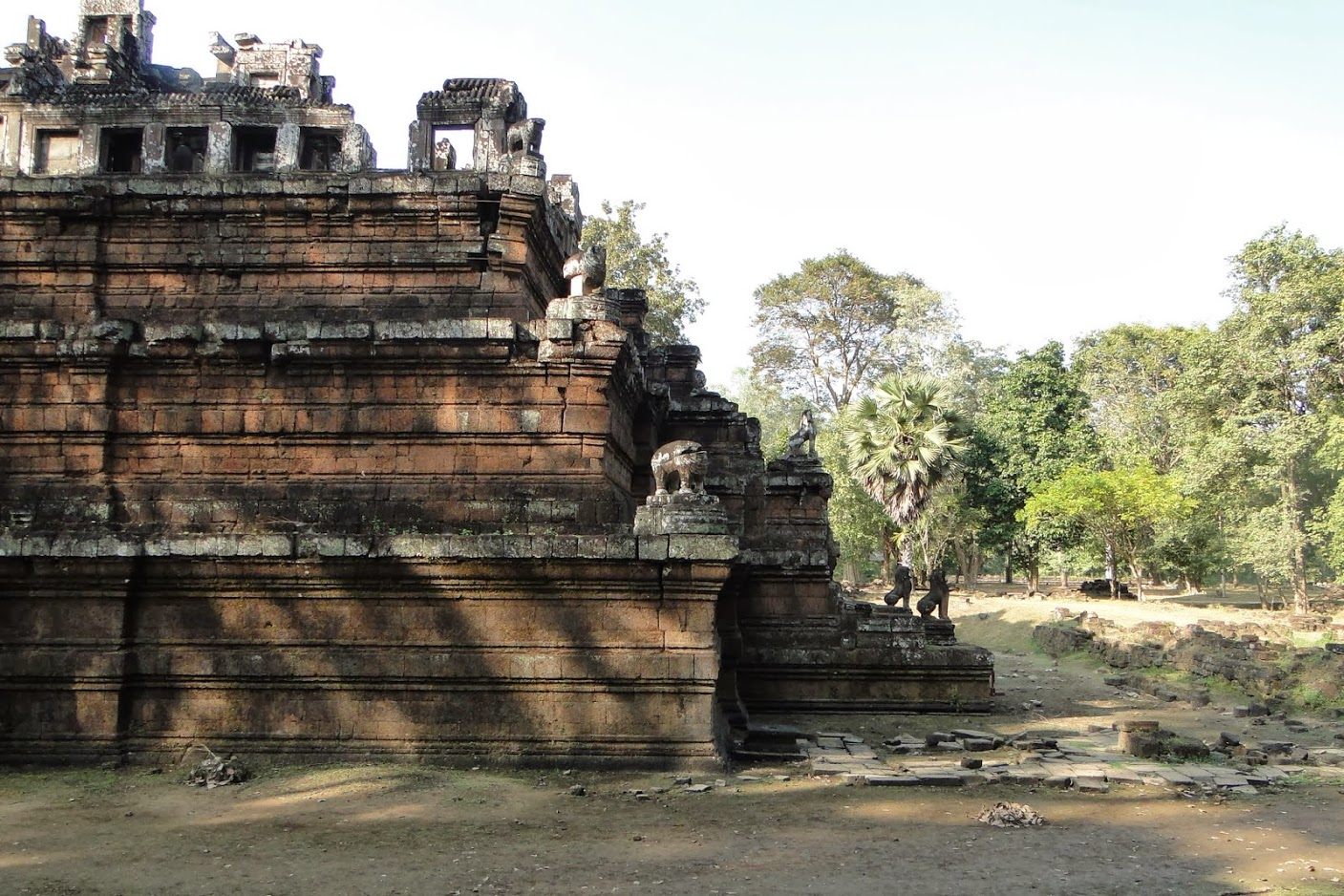
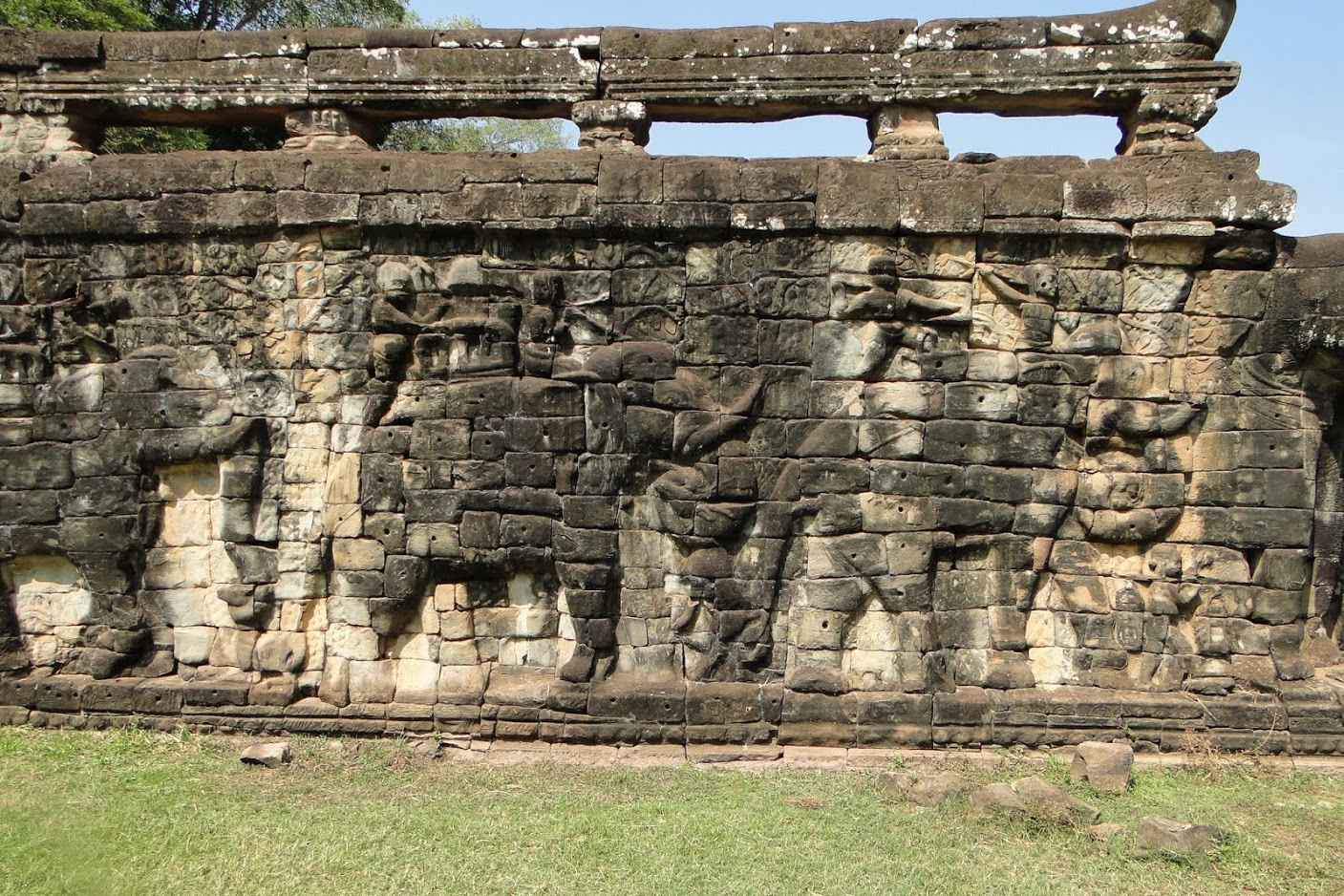
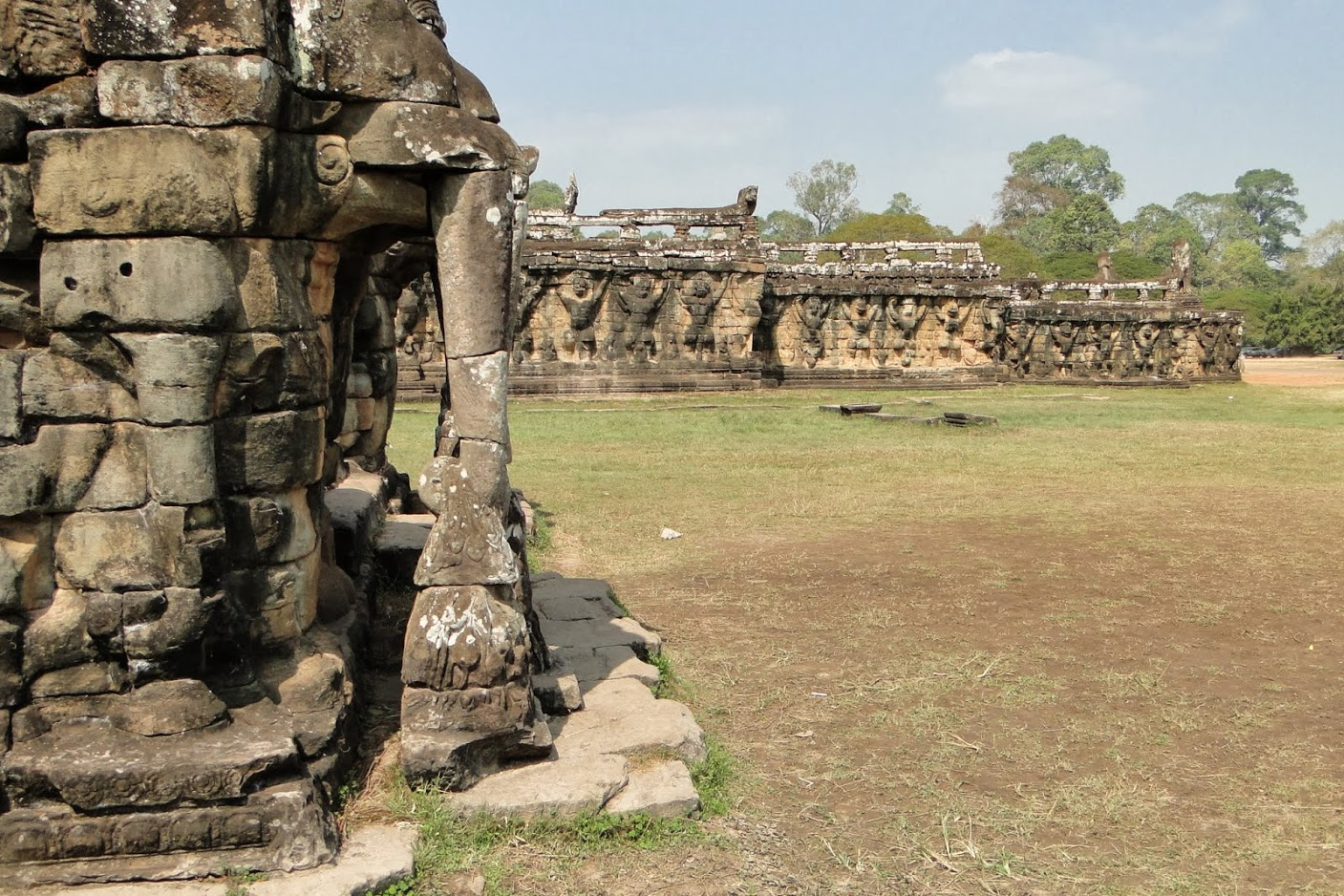
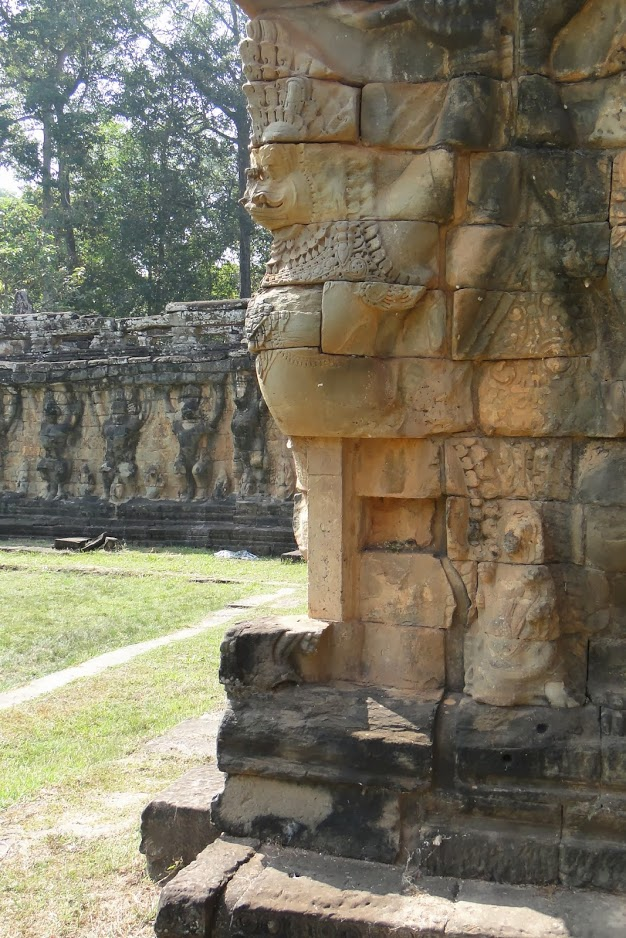
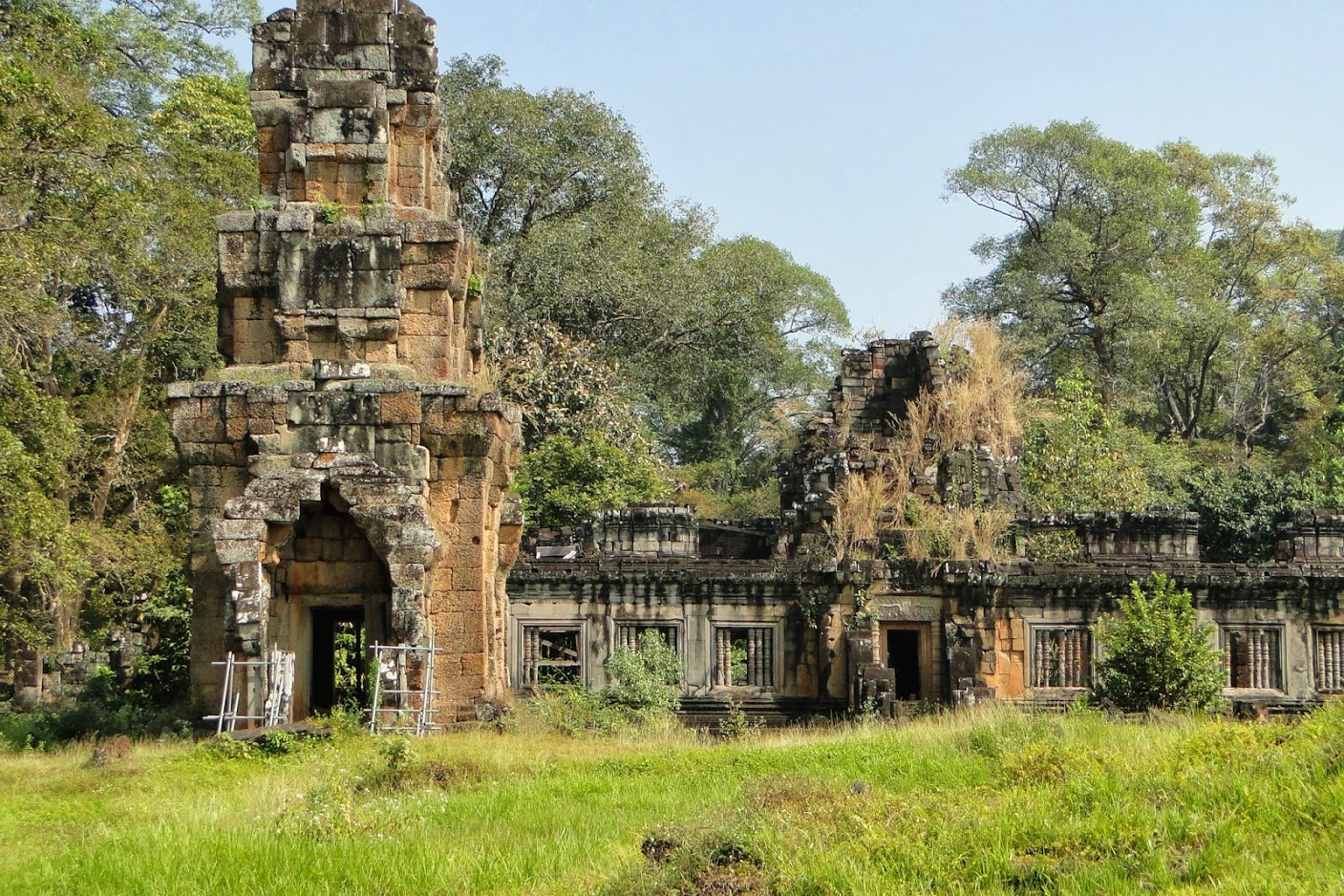
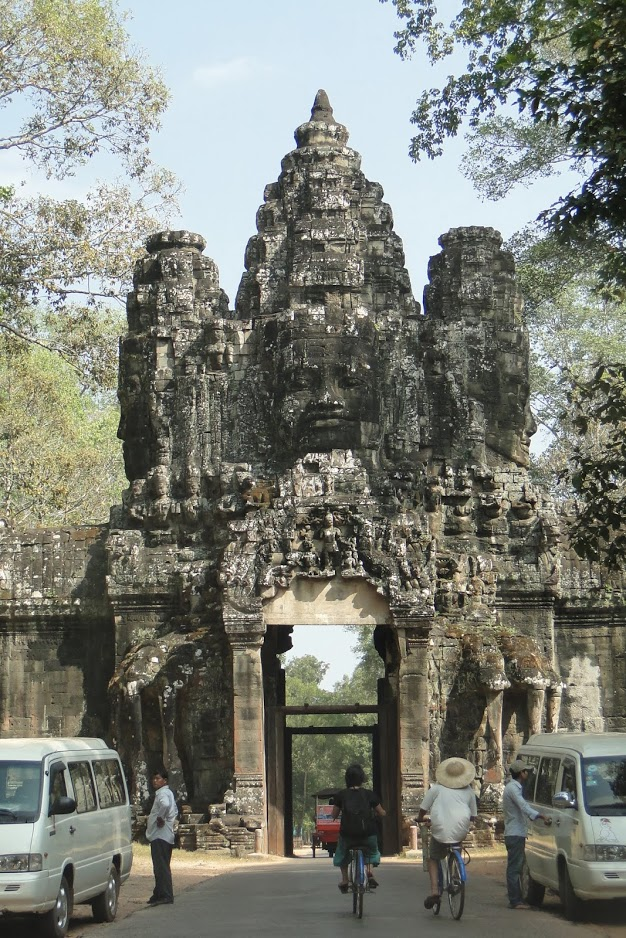
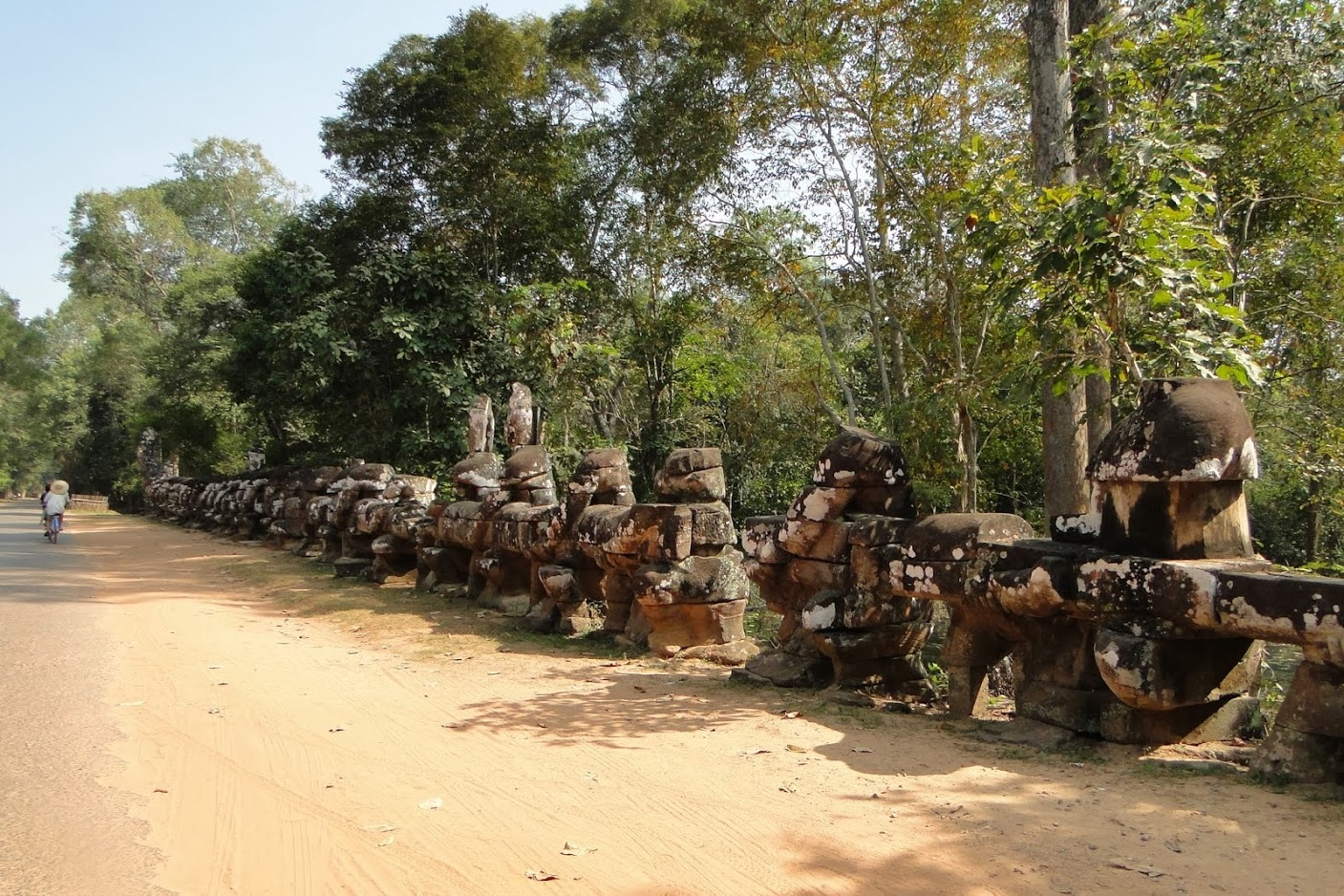
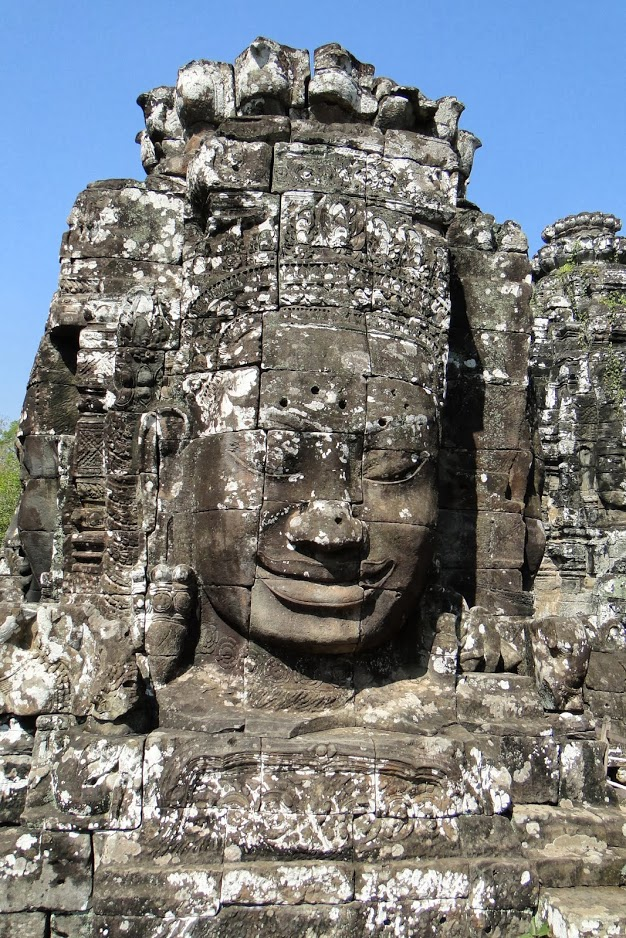
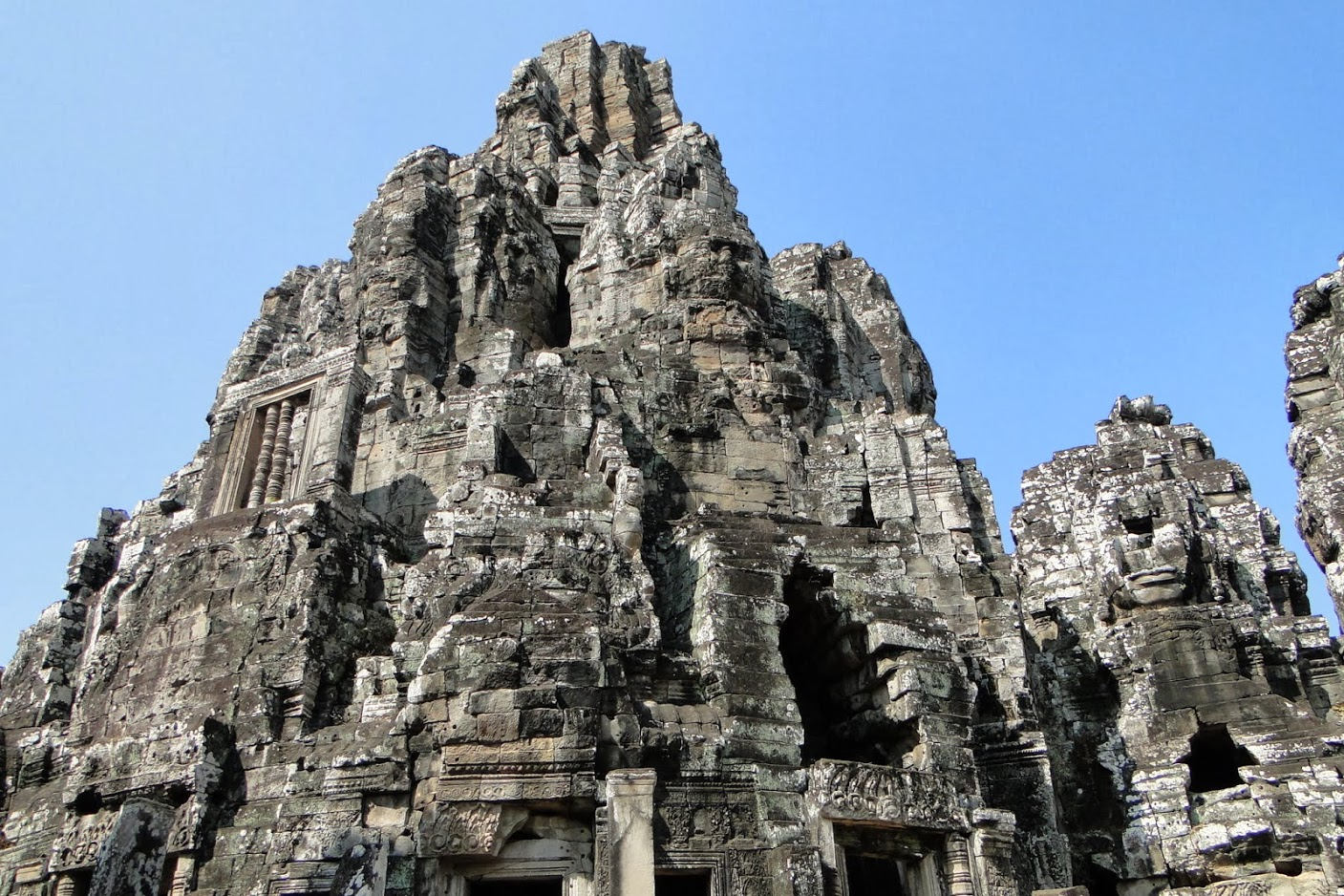
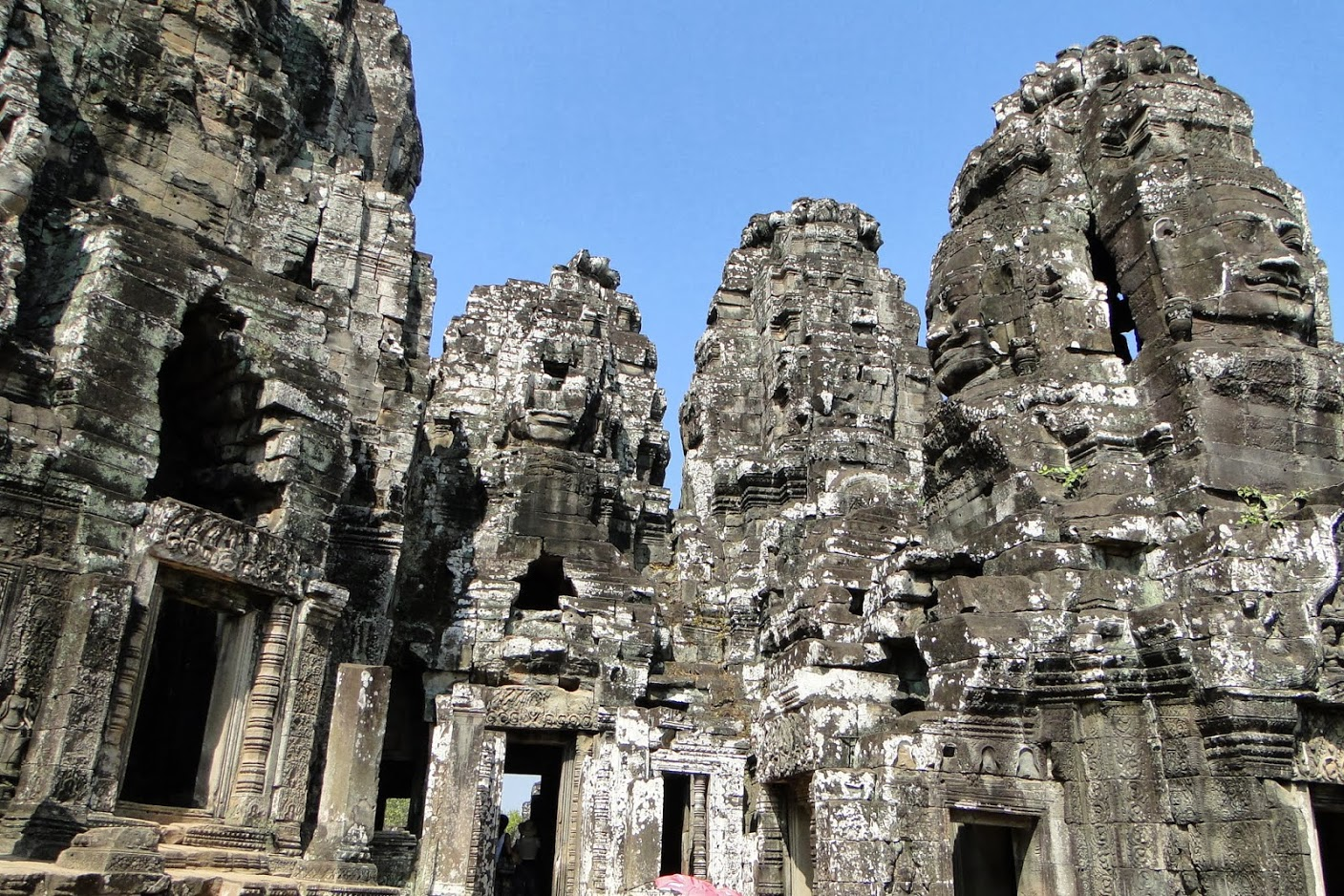
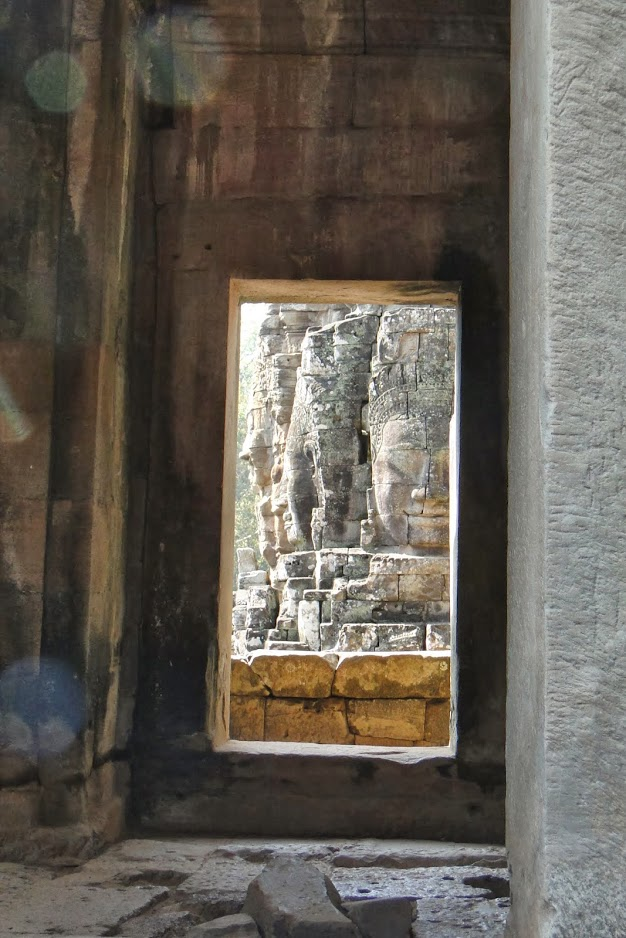
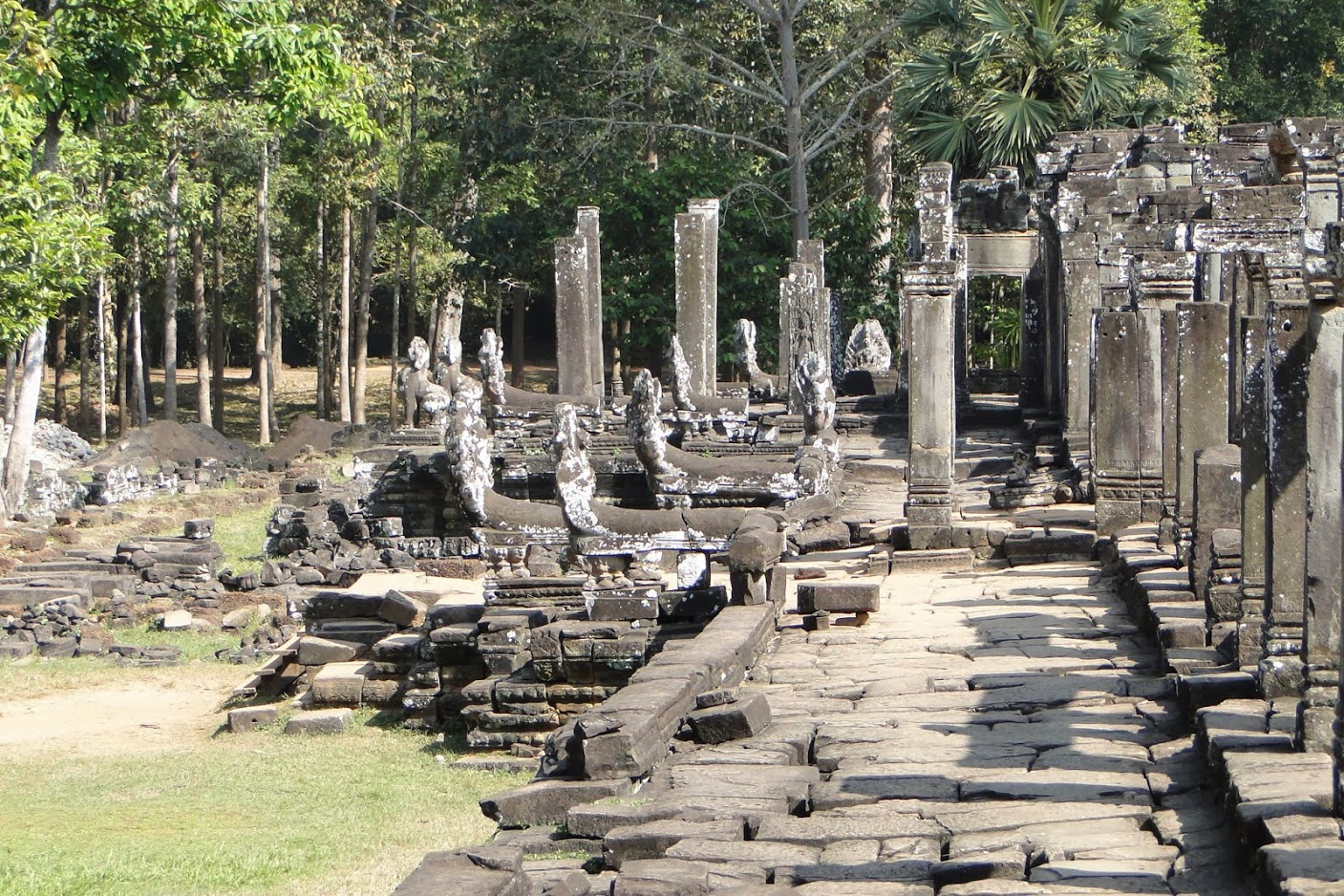
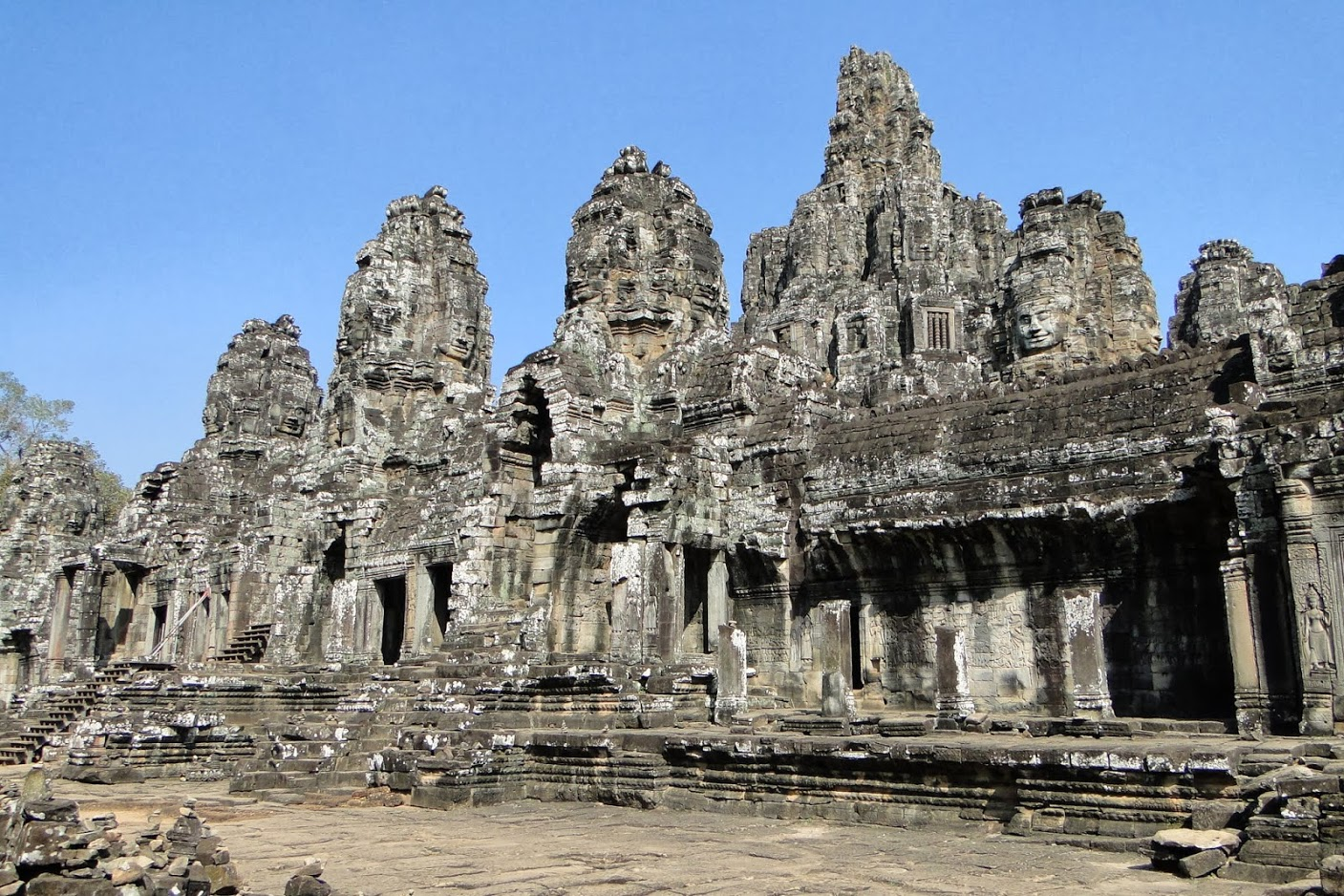